# Sant’Eustachio (Rione)

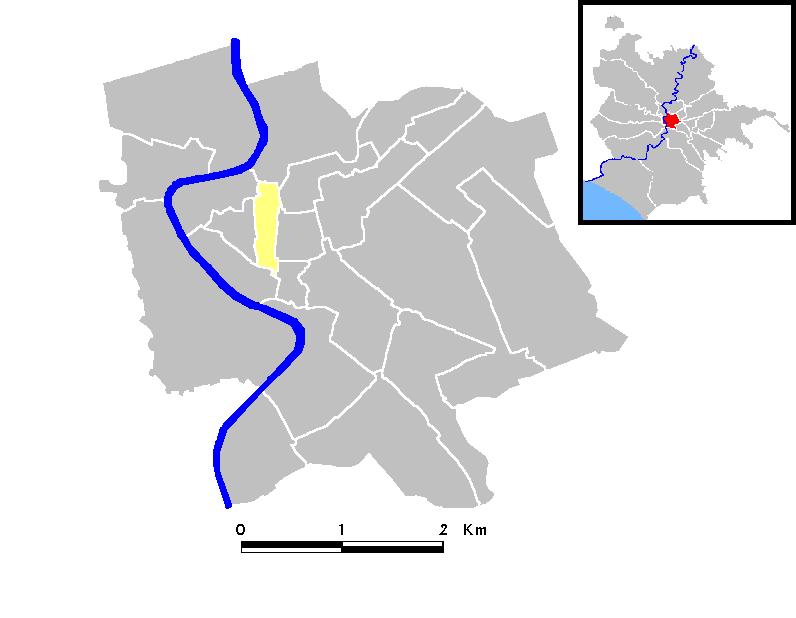
Sant’Eustachio (Rione)

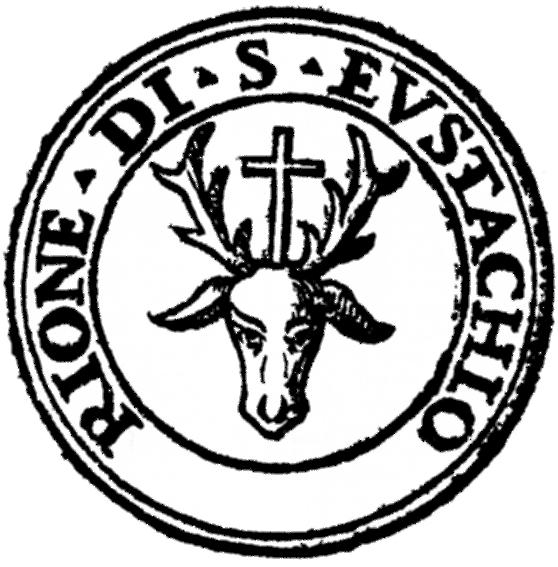
Wappen von Sant’Eustachio

Straßenschild

Sant’Eustachio ist der VIII. Rione (Stadtbezirk) von Rom. Er umfasst das zentrale Altstadtgebiet um Sant’Andrea della Valle.

## Geschichte
Der Name Sant’Eustachio wurde von der gleichnamigen Titelkirche übernommen.

## Wappen
Das Wappen zeigt einen Hirschkopf mit einem Kreuz zwischen den Geweihstangen, das Symbol des Heiligen Eustachius.

## Bedeutende Gebäude
- Sant’Eustachio
- Santa Maria in Monterone
- Sant’Agostino in Campo Marzio mit der Biblioteca Angelica
- San Giuliano dei Fiamminghi
- Sant’Andrea della Valle
- Palazzo Vidoni Caffarelli
- San Carlo ai Catinari
- San Salvatore delle Coppelle
- San Benedetto della Ciambella
- Sant’Ivo alla Sapienza
- San Luigi dei Francesi